# Municipio de Vetagrande
El municipio de Vetagrande es uno de los 58 municipios del estado mexicano de Zacatecas. Tiene una superficie de 142 km² ocupando el 0.18% del territorio del estado. La cabecera municipal se encuentra en la localidad de Vetagrande.

## Geografía

### Municipios adyacentes
- Municipio de Pánuco (norte)
- Municipio de Guadalupe (este y sur)
- Municipio de Zacatecas (oeste)
- Municipio de Morelos (oeste)

### Carreteras principales
- Carretera Federal 45D

## Demografía
El municipio de Vetagrande de acuerdo con el Censo de Población y Vivienda de 2020 realizado por el Instituto Nacional de Estadística y Geografía tiene una población total de 10 276 habitantes de los cuales 5 005 son hombres y 5 271 son mujeres. 

### Localidades
El municipio de Zacatecas tiene un total de 14 localidades, las principales y el número de habitantes en 2020 son las siguientes:
| Localidad                | Población |
| Total Municipio          | 10 276    |
| Sauceda de la Borda      | 3 621     |
| Santa Rita               | 1 555     |
| San José de la Era       | 1 384     |
| El Lampotal              | 1 372     |
| Vetagrande               | 1 113     |
| Guadalupito              | 342       |
| Las Norias               | 340       |
| El Llano de las Vírgenes | 317       |
| Cata de Juanes           | 173       |